# Union des paysannes suisses
L'Union des paysannes suisse est une organisation créée en 1932 par des associations cantonales de paysannes suisses.  

## Historique
Il existe déjà depuis 1918 une association des paysannes protestantes. Anna Schneider-Schnyder en est la première présidente, et Augusta Gillabert-Randin est présidente d'honneur. L'Union adhère à l'Union mondiale des femmes paysannes en 1935 à l'Union des paysans suisses en 1941. Elles ont leur premier secrétariat en 1936 que Marie Renfer dirige, suivie par Mascha Oettli. Les publications officielles sont confiées aux journaux locaux actifs dans le domaine de l'agriculture. En 1961 est fondée l'Union des paysannes catholiques.
Hanni Pestalozzi est  la présidente pendant six ans, de 1946 à 1952,. 
L'Union des paysannes de suisses et l'Union des paysannes catholiques de suisses se réunissent et deviennent  l'Union suisse des paysannes et des femmes rurales,,.